# 盗人講座
『盗人講座』（ぬすっとこうざ）は、w-nによるRPGツクール2000製のロールプレイングゲーム。2001年5月のインターネットコンテストパーク（6月1日結果発表）にて金賞を受賞し、第5回エンターブレインゲームコンテストのコンストラクションソフト作品部門にも入賞している。ふりーむが主催したFREE GAME AWARDS 2003においても、読者投票によって本作が入賞している。

## 概要
ドナパルト王国の王子レットーを主人公とする短編のファンタジー作品である。レットーは盗賊になることを夢見ており、ゴート帝国の侵攻によって王国が滅びたのを機に、家臣アーサとともに盗みを奨励する盗賊の街ミストを訪れる。そこでレットーは新たにトレド・ナッパルパを名乗り、盗賊になるための講座を受けることになるが、やがてこの街も帝国の脅威にさらされることになる。
プレイヤーは登場する大部分のキャラクターに対してスリを試みることができ、成功するとアイテムや金銭を入手することができるが、スリを試みることのできる回数はキャラクターごとに限定されている。
作者であるw-nは、「戦闘要素や広大なマップ」はあえて排除し「ロールプレイングゲームの面白さ」である「探索要素」を詰め込んだ作品としており、システムやシナリオについて「どう形にするか」「どこまで見せるか」といった「さじ加減を悩み、楽しみながら」制作したと述べている。
2004年1月16日には中国語（繁体字）訳版が公開されており、同年6月の『中国時報』において紹介された。
作者であるw-n自身による本ゲームの紹介・攻略サイトからは、ゲームのダウンロード先にコンテストパークのサイトをリンク先に設定していたが、のちにコンテストパークサイトが閉鎖。w-n自身も本タイトルのデータを消失してしまっていた。しかし、w-nは、有志による「ダウンロードできないツクール作品を手に入れる方法」という記事を参考にし、本タイトルのデータの発掘に成功。2021年5月、w-nによって本ゲームがゲームアツマールに投稿されたことにより、同サイトで再度プレーできるようになっていた。しかし、同サービスが2023年6月28日をもって終了。再びプレー不可能な状態となっていたが、2025年5月24日にフリーゲーム夢現にて再々公開された。

## 評価
エンターブレインゲームコンテストでは、「ドラマ性とストーリーテイリングの高さ」が評価された。一方「街が魅力的な分、ゲーム的なボリュームに物足りなさを感じてしまう」との指摘もあった。
ふりーむの記事では、RPGとして見れば戦闘は少なく短編であるため物足りないが、「それを十分におぎなうストーリー・システムを持っている」と評されており、また「ちょっとしたイベントが数多くある」ためキャラクターがいきいきしているとも評されている。
『フリーゲームマニアックス』（晋遊舎）では、「心に響くドラマチックロールプレイング」として紹介され、「必ずやあなたの心に何かを残してくれる良作」と評されている。
Yahoo! BBの「ブロ番ガイド」では、「小さな町に大勢の住人やイベントを凝縮」した「非常に濃い仕上がり」の作品と評されている。
『ダウンロード激ネタ得盛り4.7ギガ』（宝島社）では、「心に残る名作RPG」として紹介されている。
『遊べるゲーム フリー＆シェアソフト厳選160』（成美堂出版）では、「物語性やキャラクター性」の高い作品と評されている。
ツクールwebのコーナー「名作図書館」では、「一回遊んだだけではすべてのイベントをこなせないほどにボリュームのある作品」とされ、「ミストの住人たちも個性豊か」で「遊べば遊ぶほどに大勢のキャラクターたちに愛着が湧いてくる」と評されている。
もぐらゲームスでは、「アイテム収集が楽しい！おすすめフリーゲームRPG10選」において「RPGツクール2000初期の作品として決して外せない不朽の名作」として紹介されている。